# Tobias Christensen
Pour les articles homonymes, voir Christensen.
Tobias Christensen, né le 11 mai 2000 à Hellemyr (en) en Norvège, est un footballeur norvégien qui joue au poste de milieu central.

## Biographie

### FK Vigør
Tobias Christensen commence le football dans le modeste club du FK Vigør, en quatrième division norvégienne. Il y joue dix matchs et marque un but avec cette équipe.

### IK Start
En 2017 Christensen rejoint l'IK Start mais évolue dans un premier temps avec les équipes de jeunes du club. L'IK Start évolue en deuxième division norvégienne lorsque Christensen fait ses débuts, lors d'un match de championnat face au Fredrikstad FK le 2 avril 2017. Il n'a pas encore 17 ans ce jour-là et est pourtant titulaire. La rencontre se termine sur un match nul (2-2). Il inscrit son premier but en professionnel le 1er octobre de la même année, lors de la victoire face au Strømmen IF (1-2). Il s'impose en équipe première et impressionne pour son jeune âge et par son tempérament. Cette saison-là l'IK Start termine deuxième du championnat et est ainsi promu à l'échelon supérieur. Christensen aura participé en tout à 25 matchs pour deux buts et cinq passes décisives toutes compétitions confondues cette année-là.
C'est donc lors de la saison 2018 que Christensen découvre l'Eliteserien, la première division norvégienne. Il joue son premier match lors de la première journée de cette saison, le 11 mars 2018, face au Tromsø IL. Il est titulaire lors de cette partie qui est remportée par son équipe (4-1). Le 14 avril suivant il inscrit son premier but dans l'élite, lors d'une lourde défaite contre le Vålerenga Fotball (1-6). Il prend part à 25 matchs de championnat pour sa première en Eliteserien mais son équipe, qui termine 15e (sur 16) à l'issue de la saison, est reléguée.
De retour à l'échelon inférieur, Christensen se fait notamment remarquer lors d'un match de championnat face au Strømmen IF le 5 mai 2019, en réalisant le premier triplé de sa carrière, permettant à son équipe de s'imposer (4-0 score final),.

### Molde FK
Le 10 août 2019 Tobias Christensen s'engage pour trois saisons en faveur du Molde FK. Il joue son premier match sous ses nouvelles couleurs le 25 août suivant contre l'Odds BK, en championnat. Les deux équipes se séparent sur un score nul (2-2). Le 24 novembre de la même année Christensen inscrit son premier but pour Molde, lors de la victoire face au Vålerenga Fotball (2-4). Avec le Molde FK, Christensen glane le premier titre de sa carrière en étant sacré champion de Norvège, dès sa première saison au club, en 2019.

### Vålerenga Fotball
Alors que Tobias Christensen n'est pas parvenu à démontrer tout son potentiel à Molde, le Vålerenga Fotball souhaite le récupérer. Le joueur rejoint officiellement le club le 4 mars 2021, signant un contrat courant jusqu'en 2024,.

### Fehérvár FC
Le 3 janvier 2023, Tobias Christensen rejoint la Hongrie afin de s'engager en faveur du Fehérvár FC.
Christensen inscrit son premier but pour le club le 28 octobre 2023, lors d'une rencontre de championnat face au Diósgyőri VTK. Titularisé, il ouvre le score et son équipe s'impose par quatre buts à zéro.

### En équipe nationale
Tobias Christensen représente l'équipe de Norvège des moins de 17 ans pour un total de six matchs joués, dont quatre en tant que titulaire, tous en 2017.
Avec les moins de 20 ans il participe à la Coupe du monde des moins de 20 ans en 2019. Il joue trois matchs lors de ce tournoi, dont deux comme titulaire, et s'illustre en délivrant deux passes décisives le 30 mai, lors de la large victoire des siens face au Honduras (12-0). Mais son équipe ne parvient pas à sortir de la phase de groupe.
Tobias Christensen joue son premier match avec l'équipe de Norvège espoirs le 6 septembre 2019 face à Chypre. Il entre en jeu ce jour-là à la place de Håkon Evjen et son équipe s'impose sur le score de deux buts à un. Quatre jours plus tard il inscrit son premier but pour cette sélection lors de son deuxième match donc, contre la Hongrie, que la Norvège bat sur le score de trois buts à zéro.
Il est retenu avec les espoirs pour participer au championnat d'Europe espoirs en 2023.

## Palmarès

### En club
Molde FK
- Champion de Norvège
  - 2019